# Sosnowo (powiat łobeski)
Sosnowo (dawniej niem. Zozenow) – wieś w Polsce położona w województwie zachodniopomorskim, w powiecie łobeskim, w gminie Resko. Należy do sołectwa Gardzin.

## Historia
W latach 1818–1945 miejscowość należała do Landkreis Regenwalde (Powiat Resko) z siedzibą do roku 1860 w Resku, a następnie w Łobzie. W czasie II wojny światowej Niemcy utworzyli we wsi podobóz pracy przymusowej obozu jenieckiego Stalag II D.
W latach 1975–1998 miejscowość należała administracyjnie do województwa szczecińskiego. 

## Nazwa
Wieś wzmiankowana w roku 1401 van Sczoczenowe. Na mapie Lubinusa z 1618 wieś ma nazwę Sotznow. Do roku 1947 wieś miała nazwę Zozenow, następnie Sosnowo. Obecna nazwa miejscowości ma związek z nazwą historyczną.

## Demografia
W roku 1910 wieś liczyła 109 mieszkańców, a w 1933 wieś miała 238 mieszkańców, a w roku 1939 było ich 243. W roku 2021 wieś miała 67 mieszkańców.

## Osoby związane z Sosnowem
- Ernst Ludwig von Borcke (ur. 1702 w Sosnowie, zm. 8 października 1772 w Minden) - pruski pułkownik, dowódca pułku kirasjerów "von Stille", dowódca twierdzy Minden i szef pułku lądowego.